# Timiskaming-Sud
Pour les articles homonymes, voir Timiskaming (homonymie).
Timiskaming-Sud fut une circonscription électorale fédérale de l'Ontario, représentée de 1925 à 1935.
Lors de la division de la circonscription de Timiskaming ont été créées les circonscriptions de Timiskaming-Nord et de Timiskaming-Sud. À la nouvelle circonscription de Timiskaming-Sud fut ajoutée des parties de Nipissing. Abolie en 1933, elle fut redistribuée parmi Timiskaming et Nipissing.

## Géographie
En 1924, la circonscription de Timiskaming-Sud comprenait:
- La partie sud du district de Timiskaming
- des portions des districts de Nipissing et de Sudbury

## Députés
1. 1925-1926 — Ernest Frederick Armstrong, CON
2. 1926-1930 — Malcolm Lang, Travailliste
3. 1930-1935 — Wesley Gordon, CON

- CON = Parti conservateur du Canada (ancien)